# دیوید نوبل
دیوید نوبل (انگلیسی: David Noble؛ زادهٔ ۲ فوریهٔ ۱۹۸۲) بازیکن فوتبال اهل بریتانیا است.
از باشگاه‌هایی که در آن بازی کرده است می‌توان به باشگاه فوتبال آرسنال، باشگاه فوتبال بریستول سیتی، باشگاه فوتبال واتفورد، باشگاه فوتبال وستهام یونایتد، باشگاه فوتبال بوستون یونایتد، باشگاه فوتبال اکستر سیتی، و باشگاه فوتبال یئوویل تاون، باشگاه فوتبال روترهام یونایتد، باشگاه فوتبال اولدهام اتلتیک، باشگاه فوتبال چلتنهام تاون، باشگاه فوتبال بریستول سیتی، باشگاه فوتبال اکستر سیتی، و باشگاه فوتبال اکستر سیتی، اشاره کرد.
وی همچنین در تیم ملی فوتبال اسکاتلند B بازی کرده است.